# Leopoldamys neilli
Leopoldamys neilli је врста глодара из породице мишева (Muridae).

## Распрострањење
Ареал врсте је ограничен на једну државу, Тајланд.

## Станиште
Станишта врсте су шуме и бамбусове шуме од 100 до 800 метара надморске висине.

## Угроженост
Подаци о распрострањености ове врсте су недовољни.